# Vitdyn
Vitdyn (dansk), Wittdün auf Amrum (tysk) eller Witjdün üüb Oomram (nordfrisisk) er en landsby og kommune i den sydøstlige del af øen Amrum i Nordfrisland i det vestlige Sydslesvig. Administrativt hører kommunen under Nordfrislands kreds i den nordtyske delstat Slesvig-Holsten. Kommunen samarbejder på administrativt plan med andre kommuner i omegnen i Før-Amrum kommunefællesskab (Amt Föhr-Amrum). I kirkelig henseende ligger byen i Sankt Clemens Sogn (Amrum Sogn). Sognet lå i Før Vesterherred (Ribe Amt), da området tilhørte Danmark.
Vitdyn er en af i alt tre kommuner på øen.

## Geografi
Vitdyn (Hvidklit) er beliggende på øens sydøstlige odde i et udstrakt klitlandskab. I 1800-tallet strakte sig odden endnu flere end 150 meter længere mod øst mod Nørreaaen, indtil store dele af odden blev revet i havet under en orkanflod i 1911. I årene 1919 - 1921 blev byen på tre sider omgivet af et bastant murværk, der nu beskytter byen mod at blive undermineret af havstrømme. Der findes en gåsti (Vandelbane) ved muren, der fører fra havnen i nord til stranden i syd (Knipsand med dens lille bevoksede odde Kniphage) og hvorfra der er god udsigt over til naboøen Før og halligerne. 
I klitterne vest for byen ligger den cirka 5 ha store Wriakhörn-sø. Søen opstod i årene efter anden verdenskrig som følge af klitdannelser ved Wriakhörn (amrumfrisisk for et forvildet hjørne, altså på dansk Vildhjørne) på Amrums sydkyst. Klitterne skabte efterhånden en større landtunge, som omsluttede et lille vandareal med siv og rør. I 1977 blev forbindelsen til havet helt lukket, hvorefter søen blev fersk (sml. opståelen af Filsø). Søen er nu 5 ha stor og har en dybde på 2,20 m. Grundvandstilstrømning sikrer stabilitet i form af tilstrækkelig vanddybde.
Lidt længere mod vest findes Amrum Fyr.

## Historie
Byen opstod i 1890 på klitterne på øens sydøstlige odde som ferieby for at holde turismen væk fra de lokale landsbymiljøer på resten af øen. Amringerne frygtede, at den begyndende masseturisme ellers ville ødelægge øens frisiske kultur. Byen udviklede sig hurtigt til en turistmagnet. I 1903 fik byen et lille kapel i øgaden. I 2005 blev der registreret 374.000 overnatninger. Vitdyn er i dag øens hovedby med indkøbscentre, læger, en saltvandssvømmehal og øens eneste færgeleje.
Stednavnet er afledt af det nordfrisiske witj dün for hvide klit. Det blev på dansk til Vitdyn og på tysk til Wittdün. 
Den nuværende kommune blev dannet i oktober 1912. Før var byen en del af Amrums forhenværende ø-kommune. 

## Billeder
- Færgeleje
- Ø-gade
- Promenade omkring Vitdyn (Vandelbane)
- Klit-sø Wriakhørn